# Vargula annecohenae
Vargula annecohenae is een mosselkreeftjessoort uit de familie van de Cypridinidae. De wetenschappelijke naam van de soort is voor het eerst geldig gepubliceerd in 2007 door Torres & Morin.